# Абрахам Аарон Геллер
Абрахам Аарон Геллер — був американцем російського походження, який працював комерційним директором Російського радянського урядового бюро (або «Радянського бюро») з 1919 року та був співзасновником International Publishers разом з Олександром Трахтенбергом у 1924 році.

## Біографія
Авраам Аарон Геллер народився в жовтні 1874 року в Мінську (або Москві), Російська імперія, у родині заможного ювеліра Лазаря Геллера, власника компанії «L. Heller & Son» з офісами в Нью-Йорку та Парижі.

## Кар'єра

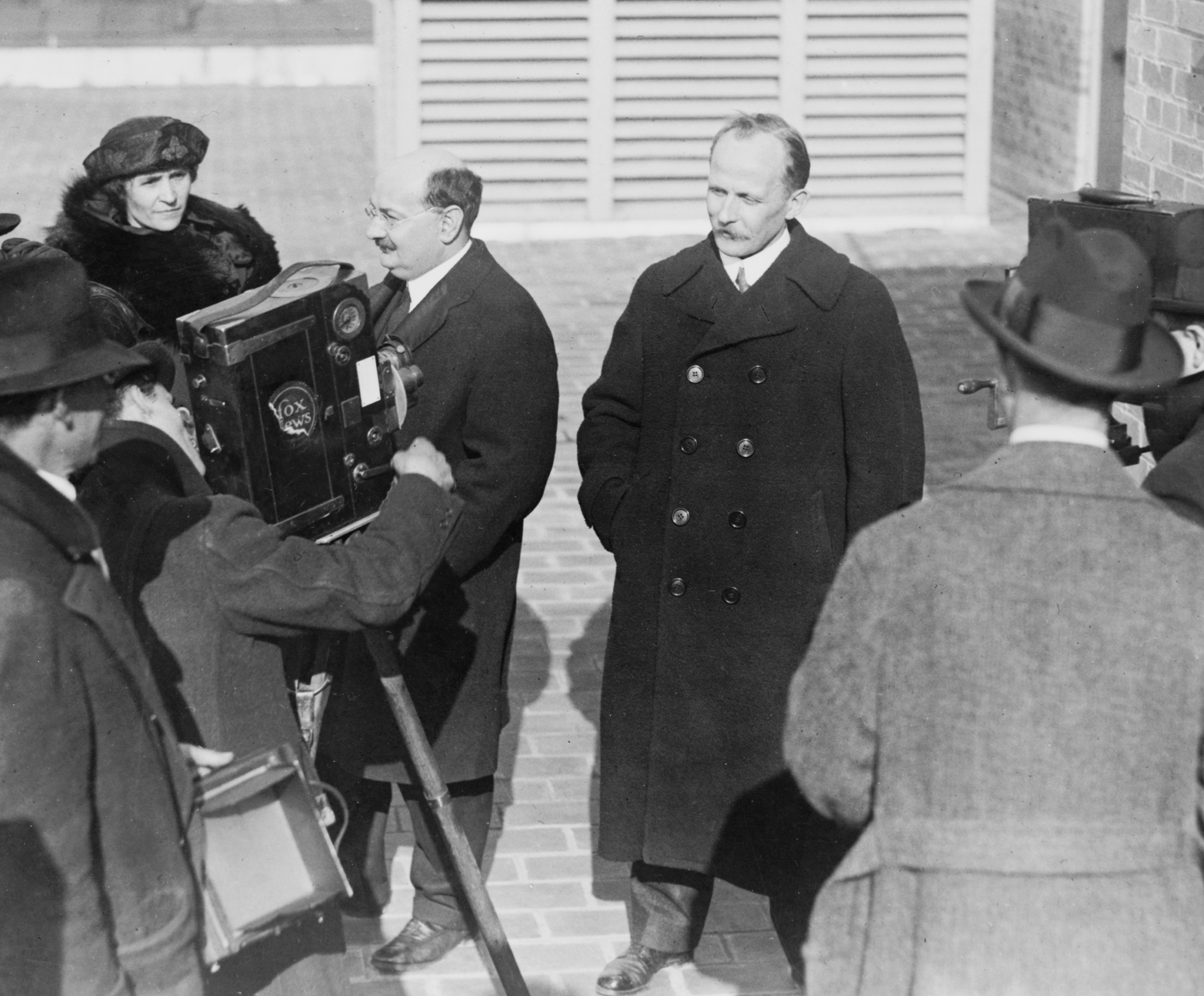
Геллер був директором Радянського бюро під керівництвом Людвіга Мартенса (праворуч, у супроводі колеги-директора Сантері Нуортеви та дружини, 1920 р.)

Геллер був директором Радянського бюро під керівництвом Людвіга Мартенса (праворуч, у супроводі колеги-директора Сантері Нуортеви та дружини, 1920 рік)
У 1891 році Геллер, який народився в Росії, емігрував до США. У 1892 році він приєднався до соціалістичного руху. Після навчання в Гарвардському університеті на кілька років зайнявся ювелірним бізнесом у Парижі. З 1903 по 1910 рік керував паризьким офісом компанії свого батька «Л. Геллер і син» (L. Heller & Son); офіс розформувався в 1911 році. (Серед співробітників компанії був Огюст Віктор Луї Верней, винахідник процесу Вернейля або процесу «полум'яного синтезу» для синтезу корунду, рубінів і сапфірів).
У 1910 році Геллер став співзасновником Міжнародної кисневої компанії в Нью-Йорку та був її генеральним менеджером. Міжнародна киснева компанія мала свою штаб-квартиру в Ньюарку, Нью-Джерсі. (Згідно з синьою книгою 1914 року, Авраам А. Геллер був скарбником, тоді як Соломон Геллер був президентом, а Джейкоб Геллер був секретарем.) Він також був партнером у Allied Drug and Chemical.

З 1909 по 1920 рік Геллер допомагав фінансувати New York Call, щоденну газету Соціалістичної партії Америки, яка виходила в Нью-Йорку. У 1917 році він зіграв важливу роль у фінансуванні придбання будівлі штаб-квартири для Школи соціальних наук Ренда.
У 1919 році Геллер став директором комерційного відділу Радянського бюро, очолюваного Людвігом Мартенсом. Джуліус Хаммер (батько Арманда Хаммера), засновник Allied Drug and Chemical і, отже, партнер Геллера, був одним із шести директорів бюро. Комерційний відділ був «серцем Бюро». Наприкінці 1919 року Хеллер хвалився, що 2500 американських фірм висловили зацікавленість у веденні бізнесу з новим СРСР,
тоді як м'ясопереробники в Чикаго (включаючи Swift & Co.) заперечували, що вони будуть торгувати з «ворогами Сполучених Штатів». На початку 1920 року Геллер оголосив, що Радянське бюро працюватиме на бартерній основі і що радянський уряд веде всю зовнішню торгівлю як монополіст.
У 1920-х роках Геллер представив ацетиленову зварювальну промисловість у Радянському Союзі.
У 1921 році Геллер допоміг заснувати організацію «Друзі Радянської Росії» і час від часу публікувався в її журналі «Радянська Росія».

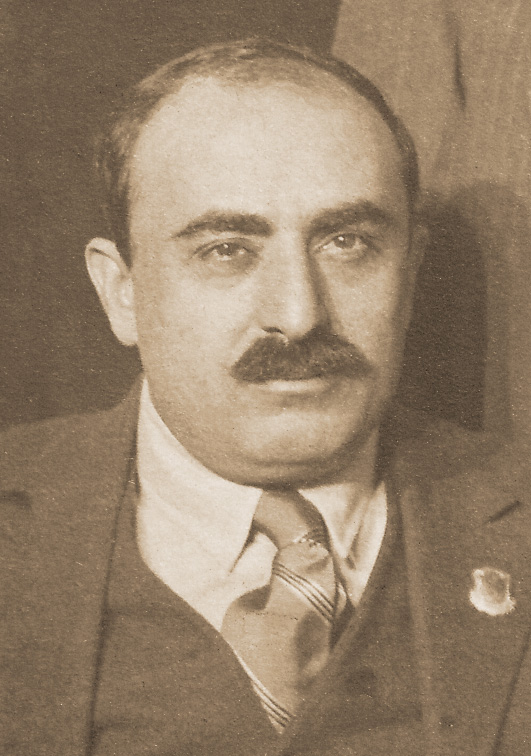
Геллер фінансував International Publishers, яким керував Олександр Трахтенберг (на фото він в Москві восени 1922 р.)

У 1924 році Хеллер був співзасновником, фінансувальником і власником видавництва International Publishers, яке друкувало або імпортувало книги та брошури з СРСР, тоді як Олександр Трахтенберг виконував функції «менеджера, редактора, продавця». Як «інвестор-ангел», Хеллер володів 51 %, тоді як Комінтерну належало 49 %, тому видавець виглядав як приватний бізнес, за словами колишнього свідка-комуніста Бенджаміна Гітлоу. Трахтенберг стверджував, що Хеллер і він розділили власність 50-50. Трахтенберг також сказав, що дружина Хеллера допомогла створити компанію. Трахтенберг познайомився з Геллером, коли Геллер працював у раді школи Ренд (директор у 1918 році), а Трахтенберг був там учителем.
У 1927 році Філіп Фрід, генеральний директор, сказав, що Самуель Геллер, президент Heller & Son, підписав контракт з «Русским самоцветом» (Радянський державний трест) на право видобутку «величезних смарагдових полів» на Уральських горах в СРСР, в обмін на американський капітал і управління спільним видобувним підприємством. New York Times повідомила, що в результаті на ринки США потрапили смарагди на 1 мільйон доларів.
У 1938 році Геллер («з
Чаппакуа, Нью-Йорк») працював агентом із закупівель Північноамериканського комітету допомоги Іспанії, який зібрав понад 1 мільйон доларів готівкою та матеріалами.
У 1939 році Комітет Дайса оголосив, що Геллер був першим знайденим «червоним мільйонером». У 1940 році ім'я Геллера згадувалося під час слухань у Комітеті Діса під час свідчень Бенджаміна Гітлоу та Олександра Трахтенберга.
У 1950 році Геллер був директором Школи соціальних наук Джефферсона (спадкоємця Нью-Йоркської робітничої школи), а також президентом People's Radio Foundation, Inc. Серед директорів People's Radio були Джозеф Р. Бродський, а також Роквелл Кент і Пітер Шипка з Міжнародного робітничого ордену.

## Особисте життя
Геллер був одружений на Едіт Хеллер.
Під час свідчень Комітету Діса Трахтенберг заявив, що Геллер був «дуже багатою людиною» і «мільйонером до російської революції».
Геллер був членом Комуністичної партії США, а також щорічним членом Музею мистецтв Метрополітен у Нью-Йорку. та патроном Єврейської енциклопедії.
Хеллер купив ферму в Бернардсвіллі, штат Нью-Джерсі, невдовзі після повернення з Парижа приблизно в 1910 році.

## Праці
- «Програма перебудови», Радянська Росія (1 листопада 1922)[3]
- Промислове відродження в Радянській Росії (1922)[21]
- Сто років за десять: Радянський Союз продовжує наступ (без дати)
- Хто хоче війни? (1935)[22]